# Кохно-Кутів Микола Євгенович
Кохно-Кутів Микола Євгенович (28 грудня 1869, Умань, Київська губернія, Російська імперія — 192?, табір Каліш, Польща) — підполковник Дієвої Армії УНР.
Відповідно до українського законодавства є борцем за незалежність України у XX столітті.

## Біографія
Народився у місті Умань.
Закінчив реальне училище, Єлисаветградське кавалерійське юнкерське училище (у 1892 році), вийшов корнетом до 31-го драгунського Ризького полку у місті Кремінець. Закінчив Офіцерську кавалерійську школу, станом на 1 січня 1910 року — ротмістр 11-го драгунського Ризького полку. Останнє звання у російській армії — підполковник.
З 1 листопада 1920 року — завідувач господарства 6-го кінного ім. Костя Гордієнка куреня 6-ї Січової стрілецької дивізії Армії УНР.
Помер у таборі Каліш у Польщі.

## Нагороди
- Хрест Симона Петлюри (нагороджений під № 4)[2]